# Historia Łomży

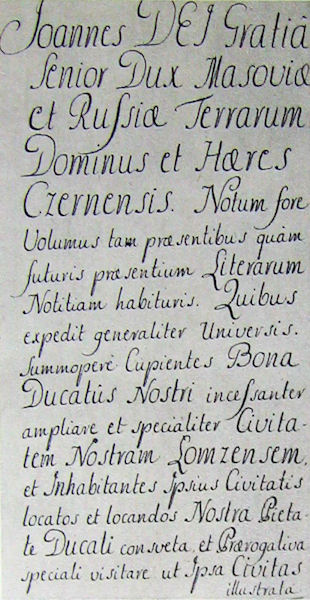
Odpis dokumentu lokacyjnego Łomży z 1418 roku

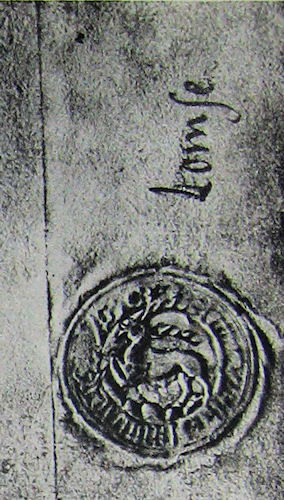
Herb Łomży z XVI wieku

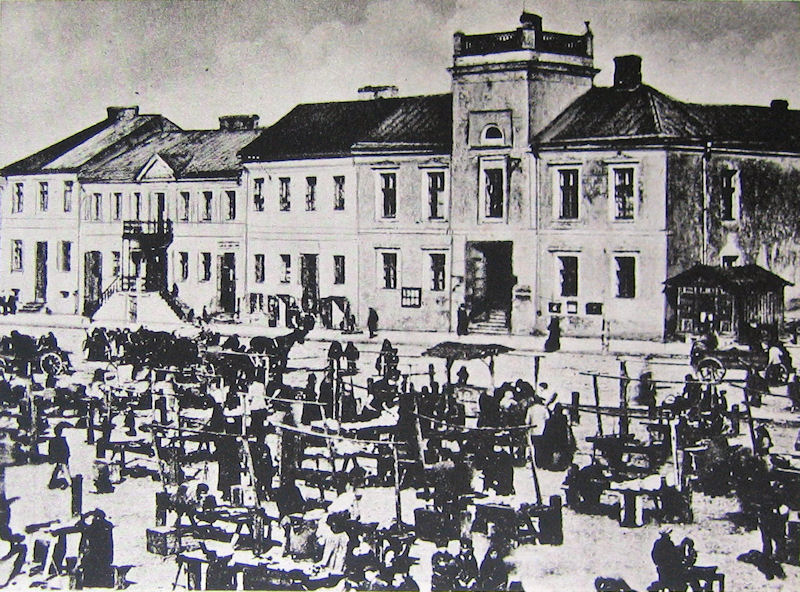
Stary Rynek w Łomży (1912)

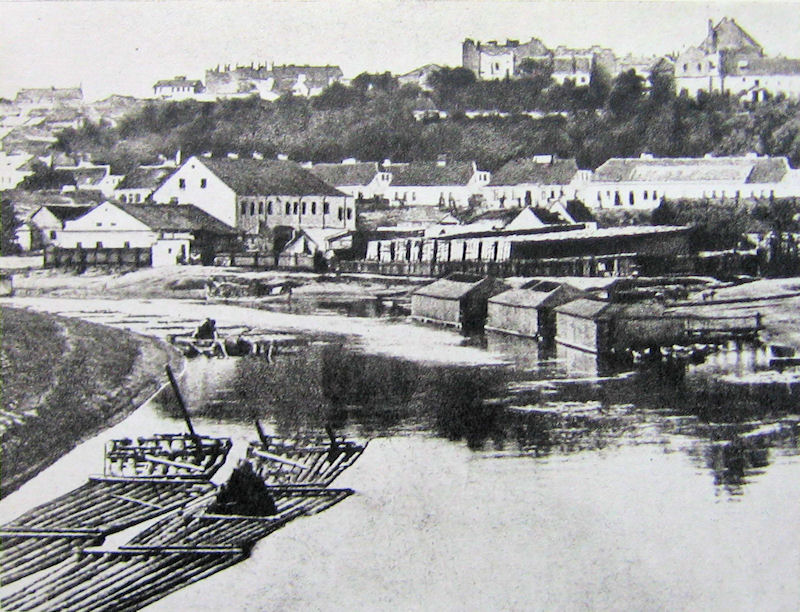
Port rzeczny w Łomży nad Narwią (1912)

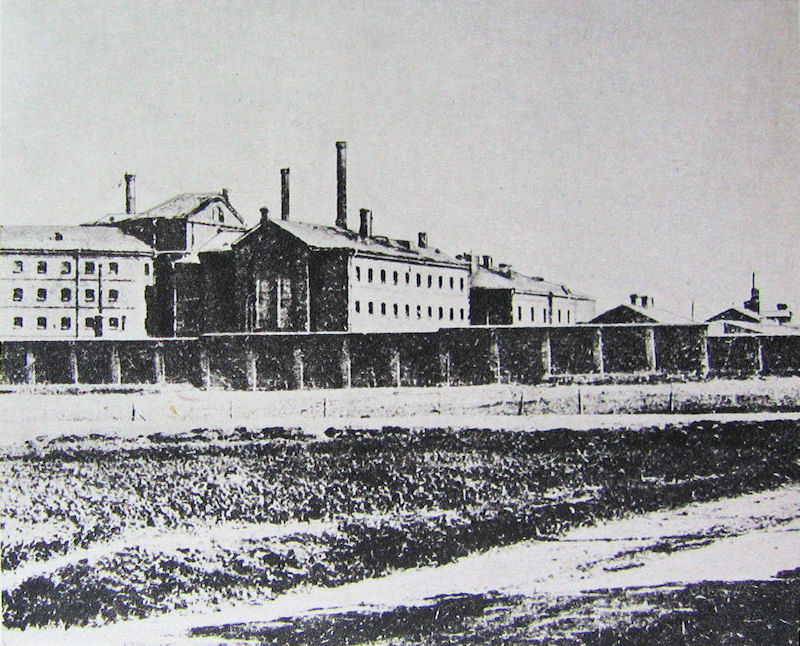
Więzienie w Łomży z końca XIX wieku (zburzone w 1944)

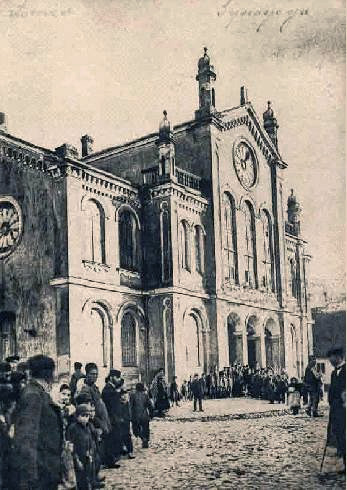
Wielka Synagoga w Łomży (już nieistniejąca)

Historia Łomży miała bardzo burzliwy przebieg. Przeplatały się w niej lata triumfu z latami niepowodzeń. Historia ta zaczęła się we wczesnym średniowieczu na nadnarwiańskiej skarpie. Miejscowość istniała tam do XIV wieku, kiedy to przeniosła się 5 kilometrów w dół rzeki. Po pomyślnym XV i XVI wieku nastąpił upadek świetności miasta. Łomża odrodziła się w XIX wieku, aby później znów zrujnowały ją wojny. Druga połowa XX wieku to powolna odbudowa dawnego znaczenia.

## IX – XII wiek
Znana historia Łomży sięga końca IX wieku i jest związana z grodziskiem położonym o około 5 kilometrów na wschód od dzisiejszego centrum miasta. Pod koniec IX wieku Łomżę stanowiła luźna, otwarta osada. W pierwszej połowie XI w. powstał gródek typu cyplowego, który uległ pożarowi w ostatniej dekadzie tego wieku. Został odbudowany dopiero w połowie XII w. z ponowną fortyfikacją terenu i wieżą pośrodku oraz dwoma wałami podgrodzia. Położenie grodu wskazuje wyraźnie na jego charakter obronny. Od północnego wschodu zabezpieczała go nie tylko rzeka Narew, ale także szeroka i bagnista jej dolina. Pozostałością po grodzisku jest tzw. Góra Królowej Bony. Do dziś zachowały się tam pozostałości wałów ziemnych otaczających gród.
Na odległym o kilkaset metrów w dół rzeki wzniesieniu zwanym Wzgórzem Świętego Wawrzyńca, według zapisków kościelnych, stał kościół parafialny wybudowany, według Kroniki Spengeberga, około 1000 roku przez świętego Brunona z Kwerfurtu. Święty ten niosąc wiarę chrześcijańską pogańskim ludom na pograniczu prusko-jaćwieskim poniósł męczeńską śmierć w 1009 roku prawdopodobnie zaledwie 20 kilometrów na wschód od tego miejsca, w okolicach dzisiejszej Wizny. Prawdziwość tej legendy dowodzą wykopaliska archeologiczne przeprowadzone na wzgórzu. Potwierdzają one, że w tym miejscu na pewno stał pierwszy kościół chrześcijański na Północnym Mazowszu, w krypcie odnaleziono wczesnośredniowieczne szczątki bogato ubranego duchownego.
W tym okresie powstał również kościół św. Piotra. Był on umiejscowiony na terenie wsi Stara Łomża, bliżej dzisiejszego miasta. Według ww. Kroniki Spengeberga w XII wieku za Bolesława Kędzierzawego powstał zamek książąt mazowieckich ulokowany na jednym ze wzgórz w późniejszej lokalizacji miasta Łomży.

## XIII – XIV wiek
Około 1250 roku w czasie jednego z najazdów, Trojden – książę Litwinów złupił i spalił gród łomżyński. Około 1340 roku Kazimierz Wielki rozpoczął odbudowę zamku w tej samej lokalizacji w Szurze pod Starą Łomżą. Łomża nie pojawiała się w dokumentach pisanych do końca XIV w. Po unii polsko-litewskiej zmniejszyło się znacznie niebezpieczeństwo ciągłych najazdów od strony wschodniej granicy. Sprzyjało to rozwojowi osadnictwa, przenoszeniu i lokacji miast na prawie niemieckim. Grody traciły swój charakter obronny, a podgrodzia nabierały większego znaczenia jako centra handlowo-gospodarcze. Położenie podgrodzia łomżyńskiego było niezbyt dogodne i dlatego Łomża została przeniesiona na nowe miejsce, umożliwiające jej lepszy rozwój i wytyczenie prostopadłych ulic, w okolice założonego w XII w. zamku książąt mazowieckich.
Nowa lokacja Łomży o 5 km na zachód, w dół rzeki, nastąpiła w ostatnich dekadach XIV w. Już w 1392 roku na Popowej Górze został wybudowany kościół NMP i świętych Rozesłańców. W 1410 roku przeniesiono tu parafię. Jest to dobrym dowodem na to, że nowe miejsce było już zasiedlone i zabudowane. Dawne podgrodzie otrzymało wówczas nazwę Starej Łomży, która występuje w najstarszym rejestrze okolicznych wsi z 1410 roku.

## XV wiek
Od początków XV wieku miasto rozwijało się pomyślnie i znalazło się w warunkach umożliwiających mu nadanie praw miejskich. Już w 1400 Łomża miała wójta, co świadczy o jej charakterze miejskim. 30 sierpnia 1400 roku książę mazowiecki Janusz I Starszy nadał „w mieście naszym zwanym powszechnie Łomża wójtostwo z czterema włókami, trzecim denarem od jakiejkolwiek osądzonej sprawy w granicach wspomnianego miasta”. Ostateczne unormowanie sytuacji prawnej miasta nastąpiło 18 lat później. 15 czerwca 1418 roku z rąk księcia Janusza I Łomża otrzymała prawa miejskie chełmińskie. Dzięki życzliwości księcia mieszczanie mogli także wybudować łaźnię, postrzygalnię i wagę. Od tego momentu nie musieli również płacić ceł w granicach Księstwa Mazowieckiego, co miało kolosalne znaczenie dla rozwoju handlu.

## XVI wiek
XVI wiek przyniósł Łomży prawdziwy rozkwit. Książęta Mazowieccy przyznali miastu kolejne przywileje. Z inicjatywy mieszczan i przy wsparciu księżnej Anny Radziwiłłówny i jej synów: Stanisława i Janusza, w latach 1504–1525 powstała łomżyńska Fara reprezentująca styl gotycki. W 1526 roku Łomża stała się miastem królewskim. Posiadała dwa zamki – jeden w granicach miasta drugi w miejscowości Szur w dawnej lokalizacji miasta.
W połowie XVI wieku miasto liczyło 3300 mieszkańców, ponad 540 domów, 7 kościołów. Posiadało dwór królewski, ludwisarnię, arsenał, łaźnię, spichlerze zbożowe, magazyny soli i inne budowle. Można ją było odnaleźć nawet na kilku mapach prezentujących Europę środkowo-wschodnią. W mieście, którego świetność przyrównywano jedynie do Warszawy i Płocka, powstał nawet Zamek Królewski. Łomżyński port rzeczny należał do największych tego typu na Mazowszu i odgrywał bardzo ważną rolę zwłaszcza w handlu płodami rolnymi. Poza tym o wielkości miasta i jego znaczeniu handlowym mogła świadczyć obecność sześciu mostów na Narwi oraz krzyżowanie się tutaj kilku międzynarodowych dróg handlowych, m.in. z Moskwy do Poznania, z Mazowsza na Litwę czy do Prus.
W drugiej połowie XVI stulecia Łomża otrzymała szansę odegrania bardzo ważnej roli w życiu politycznym ówczesnej Polski i po części ją odgrywała. Król Zygmunt August dość często gościł na Zamku w Łomży, gdzie zwoływał m.in. Radę Senatorów w latach 1561–1562. Kolejne królewskie „pięć minut” Łomża miała po jego śmierci. Do miasta przyjechała wówczas na dwa miesiące jego siostra i następczyni Anna Jagiellonka. Zarówno sytuacja polityczna po śmierci króla, jak i postawa Anny Jagiellonki sprawiły, że o Łomży mówiono głośno się nie tylko w Rzeczypospolitej, ale i Europie.

## XVII – XVIII wiek
Dobre czasy dla Łomży i jej mieszkańców kończą się w połowie XVII wieku. Przyczyn upadku potęgi miasta było kilka. Wojny, pożary, powodzie i zarazy, które w XVII stuleciu nawiedzają szczególnie często ziemię łomżyńską, za każdym razem dziesiątkując mieszkańców i ich zwierzęta. Po każdej z tych nawałnic coraz trudniej było podnieść się nie tylko poszczególnym rodzinom, ale także całemu miastu. Pod koniec wieku liczba ludności miasta wynosiła zaledwie 300 osób.
Lepszej sytuacji nie przyniósł także wiek XVIII. Miastem często kierowali w tych czasach starostowie, którzy bardziej niż o dobro Łomży i łomżan troszczyli się o dobro własne. Łomża pogrążała się w kryzysie coraz bardziej, tracąc przy tym nie tylko rangę i bogactwa, ale i mieszkańców. Druga połowa wieku XVIII to także upadek I Rzeczypospolitej i rozbiory, które dodatkowo pogłębiły kryzys.
Od 1794 roku w Łomży rządzili Prusacy. Wysokie podatki, kontrybucje i konfiskaty nakładane przez zaborcę w żaden sposób nie przyczyniały się do rozwoju miasta. Widok Łomży na przełomie XVIII i XIX wieku był opłakany. Po dawnej świetności zostały tylko gruzy, których na pozostałych ulicach było na dwa łokcie. Jednym z nielicznych pozytywnych efektów działalności administracji pruskiej w Łomży było wytyczenie poza granicami miasta cmentarza. Prusacy pozwolili także na osiedlanie się w mieście Żydom.

## XIX wiek
Ponowny wzrost i ożywienie gospodarcze Łomży to początek XIX wieku. W 1806 roku miasto liczy około 6000 mieszkańców. Z chwilą ustanowienia Księstwa Warszawskiego Łomża staje się siedzibą władz departamentu. Po utworzeniu Królestwa Polskiego zostaje głównym miastem obwodu łomżyńskiego, a w 1815 stolicą województwa augustowskiego. Wzrost gospodarczy Łomży związany jest przede wszystkim z powstaniem nowych węzłów komunikacyjnych. Paradoksalnie przyczyniają do tego nowi zaborcy – Rosjanie. Przez Łomżę prowadzi trakt polityczny z Warszawy do Moskwy. Następuje rozbudowa miasta. Najpierw buduje się obiekty wojskowe, administracyjne, a następnie gospodarcze, publiczne i mieszkalne. Dynamicznie wzrasta liczba ludności. Powstają nowe place i ulice, a także wiele kamienic oraz obiektów użyteczności publicznej m.in. łomżyński Browar, rafineria cukru, garbarnie, Wielka Synagoga. Z tego okresu pochodzi najwięcej łomżyńskich zabytków, m.in. ratusz, poczta czy gmach sądu. Miasto rozwija się stopniowo jako ośrodek o charakterze przemysłowo-handlowym.

## XX wiek

### Początki XX wieku
Początki XX wieku to dalszy rozwój miasta. Wspierają go niektóre z okolicznych dworów, m.in. dwór Lutosławskich w Drozdowie, czy Stanisława Woyczyńskiego w Starej Łomży. Łomża zostaje obwarowana rosyjskimi fortami. W 1912 roku miasto liczy około 22 000 mieszkańców. Do zabytków z tego okresu zaliczają się budynki I LO i II LO, Dom Ludowy oraz Park Ludowy.
I wojna światowa hamuje szybko postępujący rozwój. Łomżanie aktywnie uczestniczą w walkach narodowowyzwoleńczych. Wojna pozostawia po sobie trwały ślad. Znacznie zmienia się skład etniczny miasta. W większości opuszczają je Rosjanie i Niemcy, a Łomża staje się praktycznie miastem dwóch narodowości i dwóch wyznań – Polaków chrześcijan i Żydów wyznawców mojżeszowych, którzy w 1921 roku stanowili 46% ogółu mieszkańców.
W czasie wojny polsko-bolszewickiej Sowieci zajmują miasto. Przewodniczącym miejscowych władz komunistycznych zostaje Marian Stokowski, który starał się z bronią w ręku przeciwdziałać grabieżom i gwałtom dokonywanym na miejscowej ludności przez jednostki bolszewickie. 22 sierpnia 1920 r. wyzwalają miasto oddziały XXIX Brygady Piechoty płk. Stanisława Wrzalińskiego. W odwecie za współpracę z bolszewikami rozstrzelano 3 Żydów i aresztowano wielu przedstawicieli ugrupowań lewicowych.
Okres międzywojenny to lata stopniowego odradzania się regionu. W 1925 roku powstaje diecezja łomżyńska, z biskupstwem w Łomży. W 1929 istniały tu cztery kościoły katolickie, jeden ewangelicki i synagoga. Funkcjonowały cztery szpitale: św. Ducha, św. Wojciecha, św. Rocha (zakaźny) oraz żydowski. Działało osiem związków i stowarzyszeń: Związek Kupców Polskich, Związek Kupców Żydowskich, Rada Klasowych Związków Zawodowych, Związek Budowlany, związek: szewców, służby rolnej, pracowników użyteczności publicznej, właścicieli nieruchomości, Okręgowe Towarzystwo Rolnicze oraz dwanaście cechów. W 1939 roku miasto liczy 27 000 mieszkańców (bez wojska).

### II wojna światowa
Po agresji III Rzeszy na Polskę Łomża została 11 września 1939 okupowana przez Wehrmacht. Okupacja niemiecka miasta trwała do 27 września, kiedy to wojska niemieckie wycofały się  na linię demarkacyjną ustaloną przez III Rzeszę i ZSRR w pakcie Ribbentrop-Mołotow.
29 września 1939, po ustaleniu w dniu 28 września 1939 r. pomiędzy III Rzeszą a ZSRR w pakcie o granicach i przyjaźni ostatecznej granicy niemiecko-sowieckiej na okupowanym terytorium Polski, miasto okupowała Armia Czerwona.
Po przeprowadzonych przez władze sowieckie pseudowyborach  do Zgromadzeń Ludowych Zachodniej Ukrainy i Zachodniej Białorusi Łomża została 2 listopada 1939 formalnie anektowana, przez ZSRR, wchodząc w skład Białoruskiej SRR. Miasto zostało stolicą rejonu w obwodzie białostockim Białoruskiej SRR.
Okupacja sowiecka Łomży trwała do 22 czerwca 1941.  W tym okresie nastąpiły prześladowania i wywózki Polaków zamieszkujących ziemię łomżyńską. W trakcie czterech masowych deportacji (10 lutego, 13 kwietnia i 29 czerwca 1940 r. oraz 20 czerwca 1941 r.)  struktury NKWD wywiozły w głąb ZSRR – głównie na Syberię i do Kazachstanu około 6500  mieszkańców Łomży i ziemi łomżyńskiej.
Po ataku Niemiec na ZSRR,  22 czerwca 1941 wojska niemieckie wkroczyły ponownie do miasta, rozpoczynając okres drugiej okupacji niemieckiej Łomży.
Od lipca do września 1941 w lasach giełczyńskich i sławieckich oraz w pobliżu wsi Jeziorko Niemcy zamordowali ok. 3500 Żydów. W sierpniu 1941 utworzyli w mieście getto dla ludności żydowskiej. Przebywało w nim ok. 9 tys. osób, oprócz mieszkańców Łomży także Żydzi z pobliskich miejscowości (Śniadowo, Miastkowo i Jedwabne). Na początku listopada 1942 getto zostało zlikwidowane, a jego mieszkańców wywieziono do obozu przejściowego w Zambrowie.
Podczas II wojny światowej Łomża zostaje zniszczona w ok. 70%. W wyniku deportacji i mordów liczba ludności maleje o około 60%. Zakończenie niemieckiej okupacji Łomży następuje 13 września 1944 roku, gdy do miasta ponownie wkracza Armia Czerwona.

### II połowa XX wieku
II połowa XX wieku to rekompensacja strat wojennych. Po II wojnie światowej Łomża liczy zaledwie 12,5 tys. mieszkańców. W latach 1946–1975 odbudowywana jest najstarsza część miasta. Powstają nowe osiedla mieszkaniowe, liczne zakłady przemysłowe (m.in. Łomżyńskie Zakłady Przemysłu Bawełnianego, Fabryka Mebli, PEPEES) oraz ciepłownia miejska. Następuje także uruchomienie komunikacji miejskiej. Miasto odradza się powoli, ale systematycznie. Na początku lat 70. ma prawie 30 000 mieszkańców.
Rok 1975 to przełom w rozwoju powojennej Łomży. Miasto staje się stolicą województwa łomżyńskiego. W latach 1975–1999 następuje gwałtowny wzrost gospodarczy oraz rozwój budownictwa mieszkaniowego. Powstaje dzielnica Południe, która jest osiedlem budownictwa wielorodzinnego. Do Łomży zostaje przyłączona wieś Łomżyca, w której rozwija się budownictwo jednorodzinne. Łomża rozrasta się w kierunku zachodnim i południowym. Obszar terenów zainwestowanych ulega podwojeniu. Funkcję stolicy województwa łomżyńskiego miasto pełni do 31 grudnia 1998 roku. W 1999 roku liczba mieszkańców wynosi 64 915

## XXI wiek

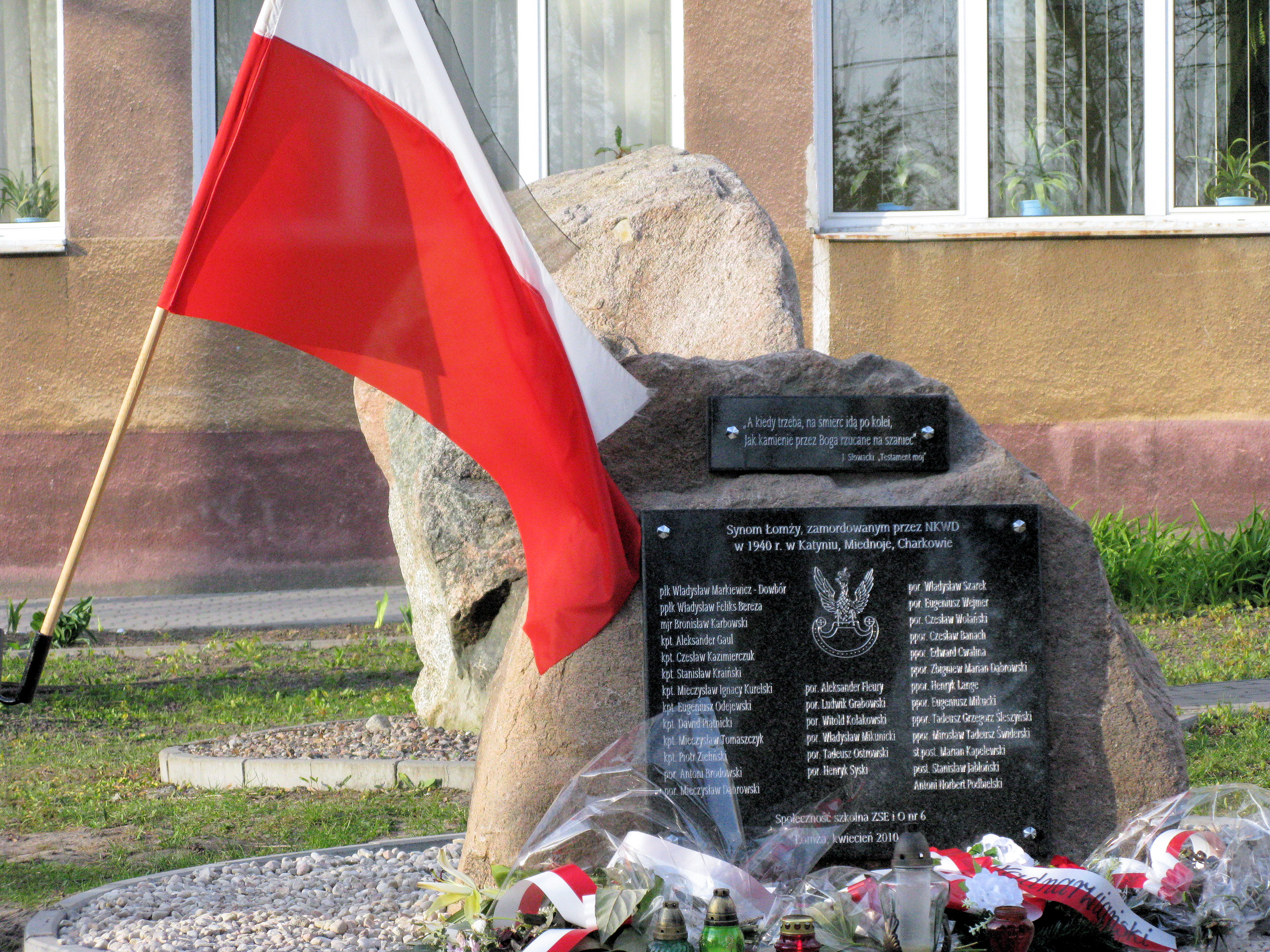
Pomnik upamiętniający ofiary zbrodni katyńskiej

XXI wiek to przynależność Łomży do województwa podlaskiego jako powiat grodzki oraz stolica powiatu ziemskiego. Ludność miasta powoli spada w wyniku emigracji do większych miast oraz na przedmieścia Łomży (m.in. do Piątnicy Poduchownej, Kupisk, Konarzyc, Starej Łomży oraz do mniejszych miejscowości). W 2007 roku liczba mieszkańców Łomży wynosi 63 687.